# Ministère fédéral de l'Économie (Autriche)
Pour les articles homonymes, voir Ministère fédéral de l'Économie.
Le ministère fédéral de l'Économie, de l'Énergie et du Tourisme (en allemand : Bundesministerium für Wirtschaft, Energie und Tourismus , BMWET) est le département ministériel chargé de la politique économique, du commerce, de l'industrie, de la concurrence, du logement et des travaux publics en Autriche.
Il est dirigé depuis le 3 mars 2025 par le conservateur Wolfgang Hattmannsdorfer.

## Histoire
Le premier ministère à vocation économique apparaît en 1848 sous le nom de ministère du Commerce et de la Fonction publique. Il devient le ministère du Commerce et de l'Économie en 1860, et conserve ce nom jusqu'en 1918, lorsqu'il est scindé entre l'office d'État pour l'Artisanat, le Commerce et l'Industrie, et l'office d'État pour l'Économie de guerre et la Transition économique.
Les deux sont réunis en 1919 dans l'office d'État pour le Commerce et l'Artisanat, l'Industrie et les Travaux publics, qui prend l'année suivante le titre de ministère fédéral. Il perd ses compétences sur les travaux publics en 1923 et devient le ministère du Commerce et des Transports, un nom qu'il conserve jusqu'à l'Anschluß de 1938.
À la suite de la Seconde Guerre mondiale, un office d'État pour l'Industrie, l'Artisanat, le Commerce et les Transports est établi. Il prend presque aussitôt le nom de ministère fédéral du Commerce et de la Reconstruction et le conserve jusqu'en 1966, lorsqu'il est renommé en ministère fédéral de l'Artisanat, du Commerce et de l'Industrie. En 1987, il absorbe de nouveau les compétences sur les travaux publics et devient le ministère fédéral des Affaires économiques.
Lorsque la première coalition noire-bleue arrive au pouvoir en 2000, elle accord à ce ministère les compétences sur l'emploi du ministère des Affaires sociales pour former le ministère fédéral de l'Économie et du Travail. Il devient en 2008 le ministère fédéral de l'Économie, de la Famille et de la Jeunesse, puis fusionne en 2013 avec le ministre fédéral de la Science et de la Recherche.
Lors de la formation du gouvernement Kurz I en 2017, les compétences en matière de science et de recherche reviennent au ministère fédéral de l'Éducation, et le département ministériel chargé de l'économie devient le ministère fédéral du Numérique et des Entreprises.

## Titulaires depuis 1945
| Nom | Nom                      | Dates du mandat | Dates du mandat | Parti       | Gouvernement(s)                                  |
| --- | ------------------------ | --------------- | --------------- | ----------- | ------------------------------------------------ |
| | Eduard Heinl             | 27/04/1945      | 20/12/1945      | ÖVP         | Renner                                           |
| | Eugen Fleischhacker      | 20/12/1945      | 31/05/1946      | ÖVP         | Figl I                                           |
| | Eduard Heinl             | 31/05/1946      | 18/02/1948      | ÖVP         | Figl I                                           |
| | Ernst Kolb               | 18/02/1948      | 23/01/1952      | ÖVP         | Figl I et II                                     |
| | Josef C. Böck-Greissau   | 23/01/1952      | 21/04/1953      | ÖVP         | Figl II et III Raab I                            |
| | Udo Illig                | 21/04/1953      | 19/09/1956      | ÖVP         | Raab I et II                                     |
| | Fritz Bock               | 19/09/1956      | 19/01/1968      | ÖVP         | Raab II, III et IV Gorbach I et II Klaus I et II |
| | Otto Mitterer            | 19/01/1968      | 03/03/1970      | ÖVP         | Klaus II                                         |
| | Josef Staribacher        | 21/04/1970      | 24/04/1983      | SPÖ         | Kreisky I, II, III et IV                         |
| | Norbert Steger           | 24/05/1983      | 25/11/1986      | FPÖ         | Sinowatz Vranitzky I                             |
| | Robert Graf              | 21/01/1987      | 24/04/1989      | ÖVP         | Vranitzky II                                     |
| | Wolfgang Schüssel        | 24/04/1989      | 04/05/1995      | ÖVP         | Vranitzky II, III et IV                          |
| | Johannes Ditz            | 04/05/1995      | 16/06/1996      | ÖVP         | Vranitzky IV et V                                |
| | Johann Farnleitner       | 16/06/1996      | 04/02/2000      | ÖVP         | Vranitzky V Klima                                |
| | Martin Bartenstein       | 04/02/2000      | 02/12/2008      | ÖVP         | Schüssel I et II Gusenbauer                      |
| | Reinhold Mitterlehner    | 02/12/2008      | 17/05/2017      | ÖVP         | Faymann I et II Kern                             |
| | Harald Mahrer            | 17/05/2017      | 18/12/2017      | ÖVP         | Kern                                             |
| | Margarete Schramböck     | 18/12/2017      | 03/06/2019      | ÖVP         | Kurz I                                           |
| | Elisabeth Udolf-Strobl   | 03/06/2019      | 07/01/2020      | Indépendant | Bierlein                                         |
| | Margarete Schramböck     | 07/01/2020      | 17/05/2022      | ÖVP         | Kurz II Schallenberg Nehammer                    |
| | Martin Kocher            | 17/05/2022      | 17/07/2022      | ÖVP         | Nehammer                                         |
| |                          |                 |                 |             |                                                  |
| | Wolfgang Hattmannsdorfer | 03/03/2025      | en fonction     | ÖVP         | Stocker                                          |
| Titre du portefeuille : - depuis 2025 : Économie, Énergie et Tourisme (Wirtschaft, Energie und Tourismus) |                          |                 |                 |             |                                                  |